# 仙台市立六郷小学校
仙台市立六郷小学校（せんだいしりつ ろくごうしょうがっこう）は、宮城県仙台市若林区六郷にある公立小学校である。

## 概要
- 仙台市東部の六郷地区の中心部にあり、井土長町線沿いにある。隣接地に六郷中学校、仙台今泉郵便局があり、付近に仙台東高校がある。

## 沿革
- 1873年（明治6年）5月20日 - 「飯田小学校」として、開校。
- 1877年（明治10年） - 「至誠小学校」と改称。
- 1957年（昭和32年）- 種次分教場が、仙台市立東六郷小学校として独立・開校。
- 2011年（平成23年）3月11日 - 午後に発生した東日本大震災により、体育館が使えなくなる被害が出た。
- 2014年（平成26年）春 - 新体育館が完成。
- 2017年（平成29年）4月1日 - 仙台市立東六郷小学校を統合。

## 学区
出典
「（地区名）の一部」と記載がある詳細な地番については、仙台市教育委員会まで要問い合わせ。
- 今泉1丁目
- 今泉2丁目
- 上飯田2丁目（1番～4番の一部、5番～34番）
- 上飯田3丁目
- 上飯田4丁目
- 六郷
- 飯田
- 井土
- 今泉
- 沖野（字北門の一部、字高野南の一部及び字舘東の一部）
- 三本塚
- 下飯田
- 四郎丸字山野内
- 種次
- 日辺
- 藤塚
- 二木

## 卒業後
出典
- 六郷中学校へ進学する。

## アクセス
- 仙台市営バス
  - 六郷小学校前バス停から、学校正門（校門）まで。
    - 1番のりばから、徒歩約90m・約1分（県道54号線を跨ぐ横断歩道経由・直線距離は約20mほど）。
    - 2番のりばから、すぐ目の前。
    - 3番のりばから、徒歩約135m・約2分。
    - 4番のりばから、徒歩約135m・約2分。

  - 六郷中学校入口バス停から、徒歩約335m・約5分。